# Mihai Popovici
Mihai Popovici (n. 21 octombrie 1879, Brașov, Austro-Ungaria – d. 7 mai 1966, București, România) a fost ministru de finanțe al României în mai multe guverne între anii 1927-1931. Mihai Popovici a absolvit Dreptul la Budapesta și Filosofia la Viena. Membru al Partidului Național Român, militant pentru unirea Transilvaniei cu țara. 
În timpul războiului, între 1917-1918, a fost însărcinat cu organizarea corpului voluntarilor români în Moldova, mulți dintre ei adunați din rândul prizonierilor ardeleni din Rusia. Mihai Popovici a participat la Marea Adunare Națională de la Alba Iulia din 1 decembrie 1918 și a fost ales membru în Mare Sfat Național. A făcut parte din delegația care a prezentat regelui Ferdinand actul unirii Transilvaniei, Banatului, Crișanei și Maramureșului cu România. Membru al Consiliului Dirigent al Transilvaniei la Departamentul Industriei și Comerțului, deputat în Parlamentul României întregite. În cabinetul Blocului Parlamentar, Mihai Popovici a ocupat portofoliile Ministerului Lucrărilor Publice și al Ministerului Finanțelor. Vicepreședinte al PNȚ (1926). A făcut parte din toate guvernele țărăniste (8 guvernări), în special ca ministru al Finanțelor, dar și al Justiției, Internelor și al Lucrărilor publice. Adept al lui Iuliu Maniu. A fost arestat ca țărănist în 1947 și acuzat de conspirație contra statului în afacerea Tămădău și apoi deținut la Sighet până în 1955. Mihai Popovici a fost o figură controversată în diverse afaceri umbrite de corupție: comisionul de la împrumutul francez acordat României în 1931, afacera chibriturilor Krueger, a drumurilor cu suedezii etc.

## Lucrări
- Solidarismul politic, București, 1923;
- Bugetul, 1924;
- Datoriile și creanțele României după tratate, 1925;
- Discurs, 1925;
- Politica de revalorizare și conversiunea la Banca Națională, 1925;
- Politica de producțiune și bugetul, 1926;
- Legea pentru reorganizarea Înaltei Curți, 1929;
- Legea contabilității publice, 1930;
- Lege pentru reorganizarea Înaltei Curți de Conturi, 1930[4]